# Apegus coriaceus
Apegus coriaceus är en stekelart som beskrevs av Jean-Jacques Kieffer 1908. Apegus coriaceus ingår i släktet Apegus och familjen Scelionidae. Inga underarter finns listade i Catalogue of Life.